# Wilfried Bervoets
Wilfried Bervoets (1952 - 24 juli 1998) was een Belgisch politicus en voormalig politiek secretaris van Agalev.

## Levensloop
Hij werd aangesteld tot politiek secretaris in 1995 als opvolger van Johan Malcorps. Een functie die hij uitoefende tot aan zijn dood.
Hij werd opgevolgd door Jos Geysels, die hem reeds tijdens zijn ziekte van september tot en met december 1997 vervangen had als waarnemend secretaris.
Hij overleed op 24 juli 1998, op 46-jarige leeftijd ten gevolge van kanker.